# Massiges
Massiges est une commune française, située dans le département de la Marne en région Grand Est.

## Géographie
|                                 | Cernay-en-Dormois |                  |
| Minaucourt-le-Mesnil-lès-Hurlus | Massiges          | Ville-sur-Tourbe |
|                                 | Virginy           |                  |

### Hydrographie
La commune est dans la région hydrographique « la Seine du confluent de l'Oise (inclus) à l'embouchure » au sein du bassin Seine-Normandie. Elle est drainée par la Tourbe, le ruisseau de Saint-Gilles, le ruisseau de l'Étang, le ruisseau du Marson et divers bras de la Tourbe,.
La Tourbe, d'une longueur de 21 km, prend sa source dans la commune de Somme-Tourbe et se jette  dans divers bras de la Tourbe à Servon-Melzicourt, après avoir traversé dix communes. 

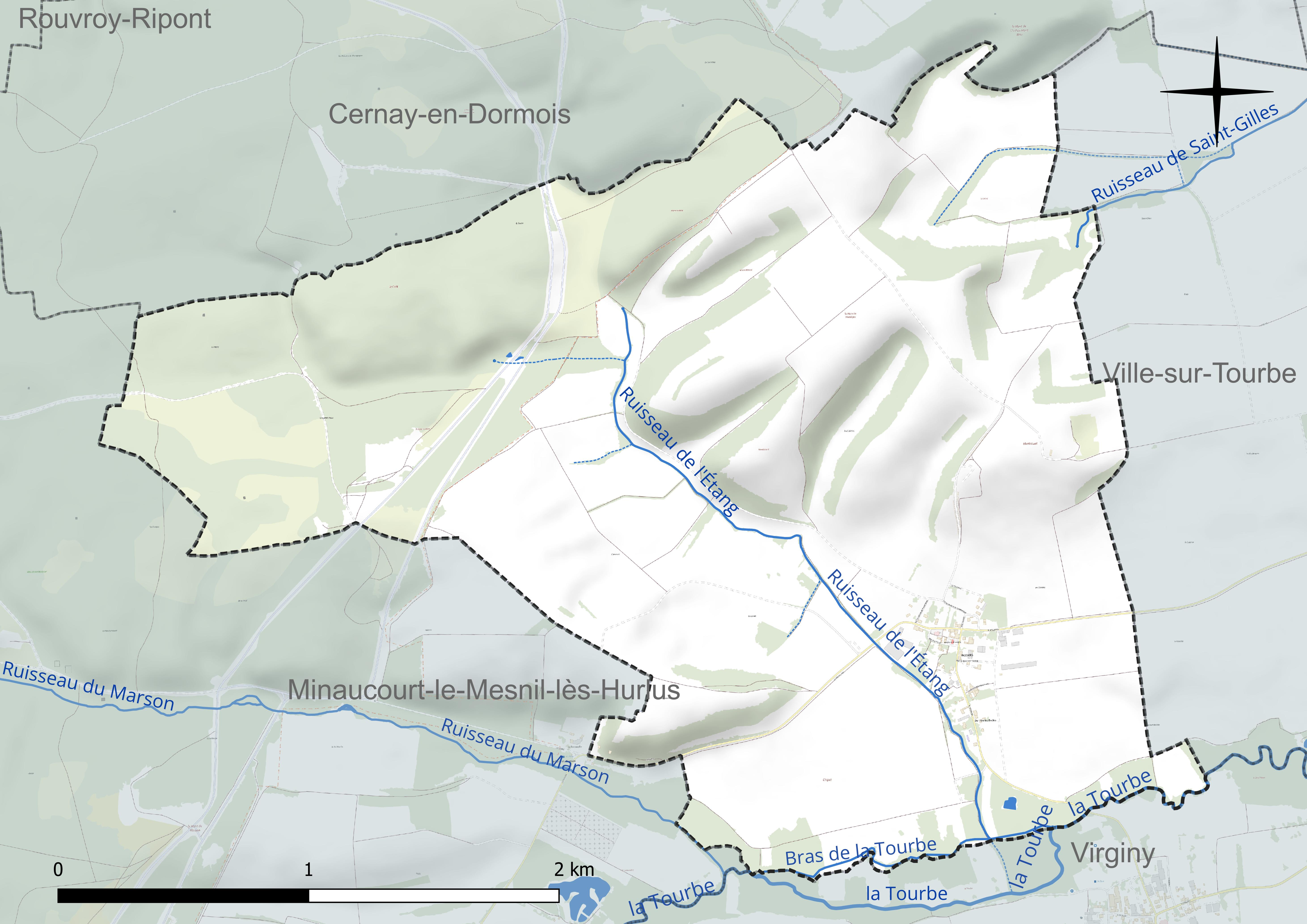
Réseau hydrographique de Massiges.

### Climat
Pour des articles plus généraux, voir Climat du Grand Est et Climat de la Marne.
En 2010, le climat de la commune est de type climat des marges montargnardes, selon une étude du Centre national de la recherche scientifique s'appuyant sur une série de données couvrant la période 1971-2000. En 2020, Météo-France publie une typologie des climats de la France métropolitaine dans laquelle la commune est exposée à un climat océanique altéré et est dans la région climatique  Nord-est du bassin Parisien, caractérisée par un ensoleillement médiocre, une pluviométrie moyenne régulièrement répartie au cours de l’année et un hiver froid (3 °C). 
Pour la période 1971-2000, la température annuelle moyenne est de 10,2 °C, avec une amplitude thermique annuelle de 15,9 °C. Le cumul annuel moyen de précipitations est de 841 mm, avec 12,8 jours de précipitations en janvier et 8,9 jours en juillet. Pour la période 1991-2020, la température moyenne annuelle observée sur la station météorologique de Météo-France la plus proche, « Montcheutin_sapc », sur la commune de Montcheutin à 13 km à vol d'oiseau, est de 11,0 °C et le cumul annuel moyen de précipitations est de 721,9 mm. 
La température maximale relevée sur cette station est de 41,2 °C, atteinte le 25 juillet 2019 ; la température minimale est de −15,5 °C, atteinte le 20 décembre 2009,,. 
Les paramètres climatiques de la commune ont été estimés pour le milieu du siècle (2041-2070) selon différents scénarios d'émission de gaz à effet de serre à partir des nouvelles projections climatiques de référence DRIAS-2020. Ils sont consultables sur un site dédié publié par Météo-France en novembre 2022.

## Urbanisme

### Typologie
Au 1er janvier 2024, Massiges est catégorisée commune rurale à habitat très dispersé, selon la nouvelle grille communale de densité à sept niveaux définie par l'Insee en 2022.
Elle est située hors unité urbaine et hors attraction des villes,.

### Occupation des sols
L'occupation des sols de la commune, telle qu'elle ressort de la base de données européenne d’occupation biophysique des sols Corine Land Cover (CLC), est marquée par l'importance des territoires agricoles (70,3 % en 2018), une proportion sensiblement équivalente à celle de 1990 (69,6 %). La répartition détaillée en 2018 est la suivante : 
terres arables (52,7 %), forêts (20,2 %), zones agricoles hétérogènes (16,8 %), milieux à végétation arbustive et/ou herbacée (9,5 %), prairies (0,8 %). L'évolution de l’occupation des sols de la commune et de ses infrastructures peut être observée sur les différentes représentations cartographiques du territoire : la carte de Cassini (XVIIIe siècle), la carte d'état-major (1820-1866) et les cartes ou photos aériennes de l'IGN pour la période actuelle (1950 à aujourd'hui).

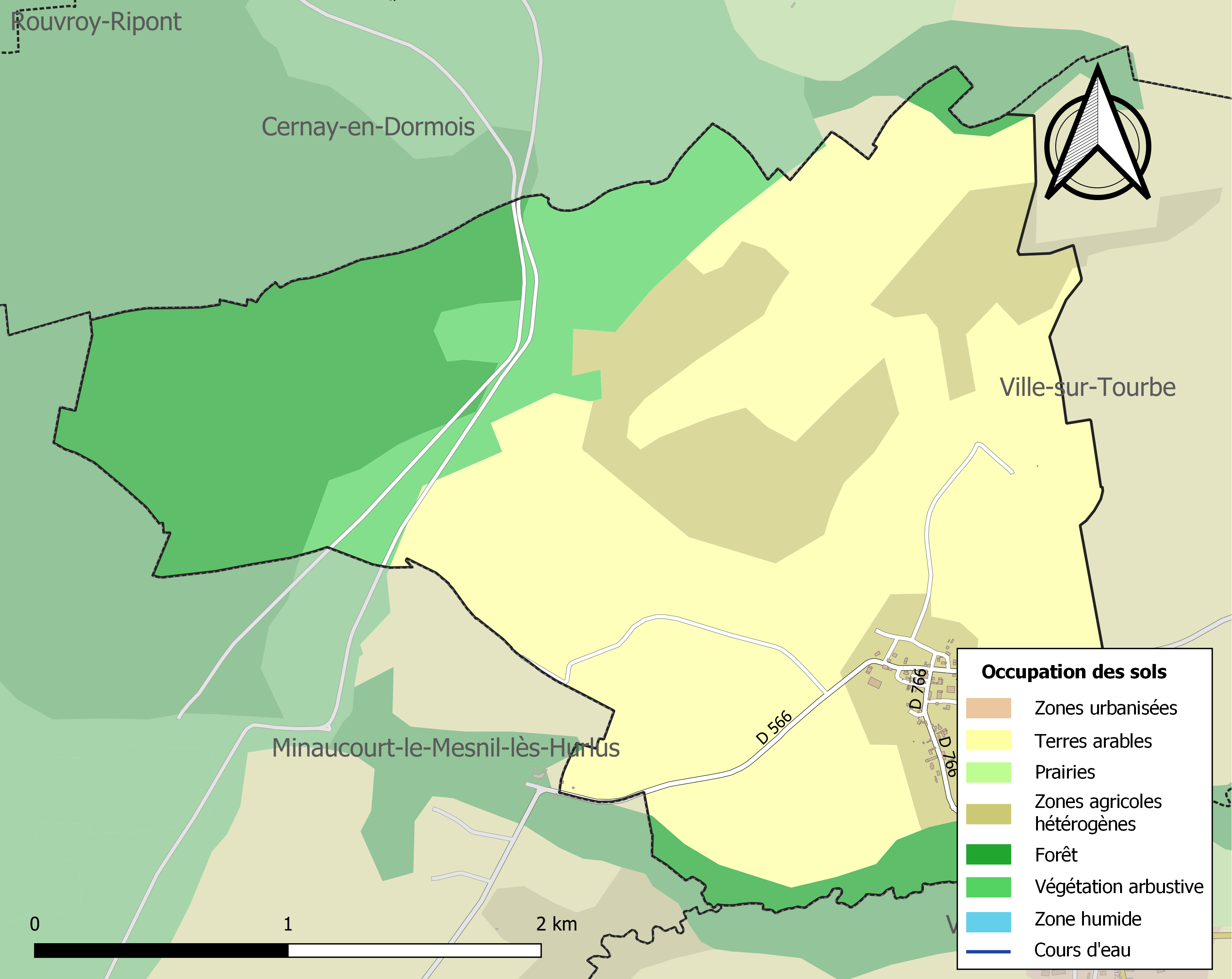
Carte des infrastructures et de l'occupation des sols de la commune en 2018 (CLC).

## Toponymie
Le nom de la localité est attesté sous les formes Masceium ? (commencement du XIe siècle) ; Mathigium (1154) ; Massigiæ (1303-1312) ; Masigiæ (1346) ; Maciges (1363) ; Massiges (1391) ; Massiges (1391) ; Massigez (1396) ; Massige (XVIIIe siècle).

## Histoire

### La Main de Massiges (1914-1918)

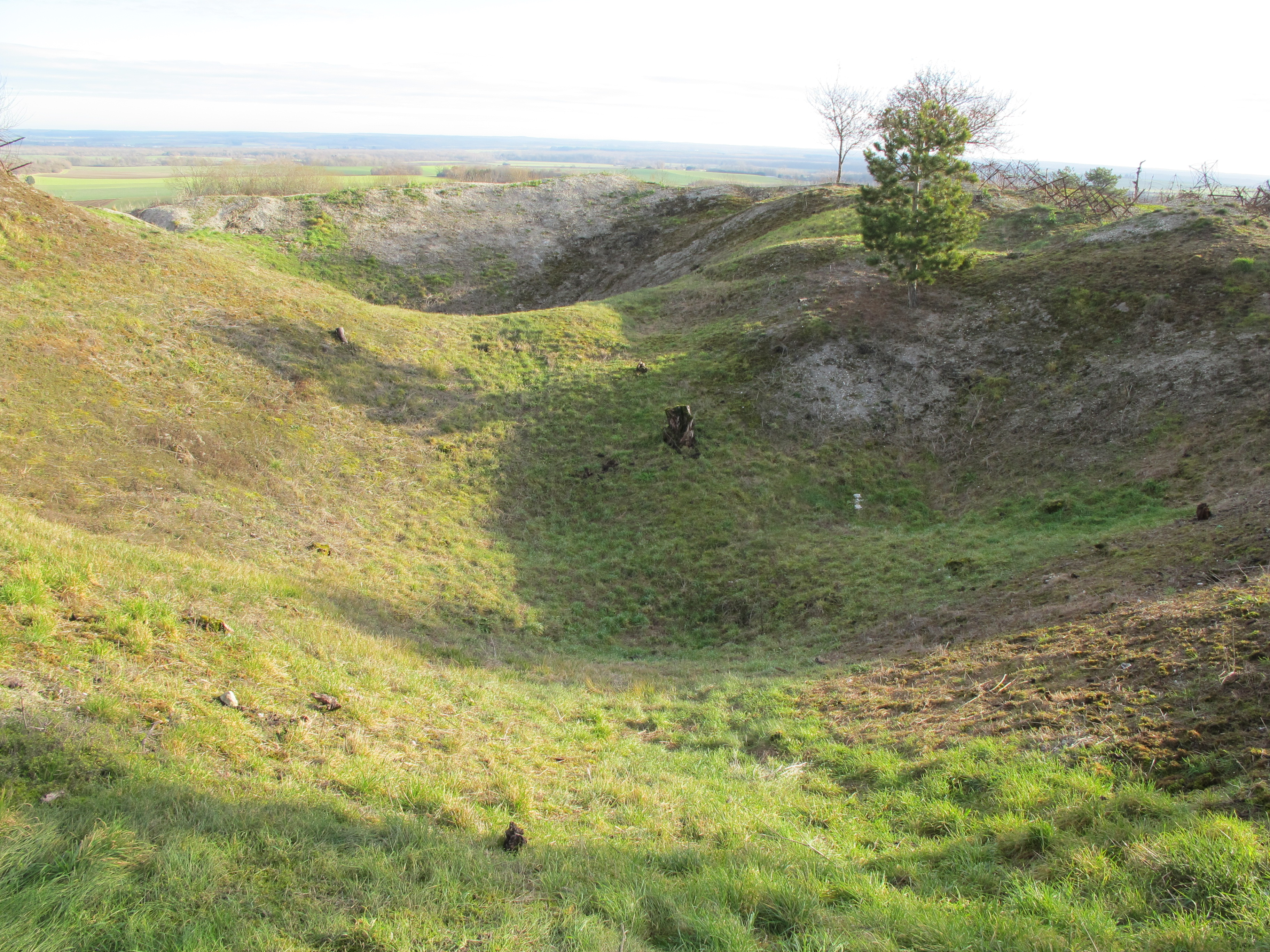
Massiges, entonnoirs de mines.

Forteresse naturelle dominant la vallée de l'Aisne, cette colline située au nord du village doit son nom aux courbes de niveau qui dessinent sur le terrain et sur les cartes une main gauche. Les doigts en sont séparés par de profondes échancrures, que les combattants les voyant du fond de leur tranchée, ont appelé ravins.
La Main de Massiges marque la limite est du front de Champagne à la jonction du front de l'Argonne. Les Allemands se sont dès leur repli début septembre 1914, retranchés sur cette hauteur naturelle dont chaque doigt forme un bastion de cette forteresse naturelle. C'est sur cet obstacle que butent dès le 13 septembre 1914, les troupes du Corps d'Armée colonial de la 4e Armée française, qui participaient à la contre-offensive succédant à la première bataille de la Marne.

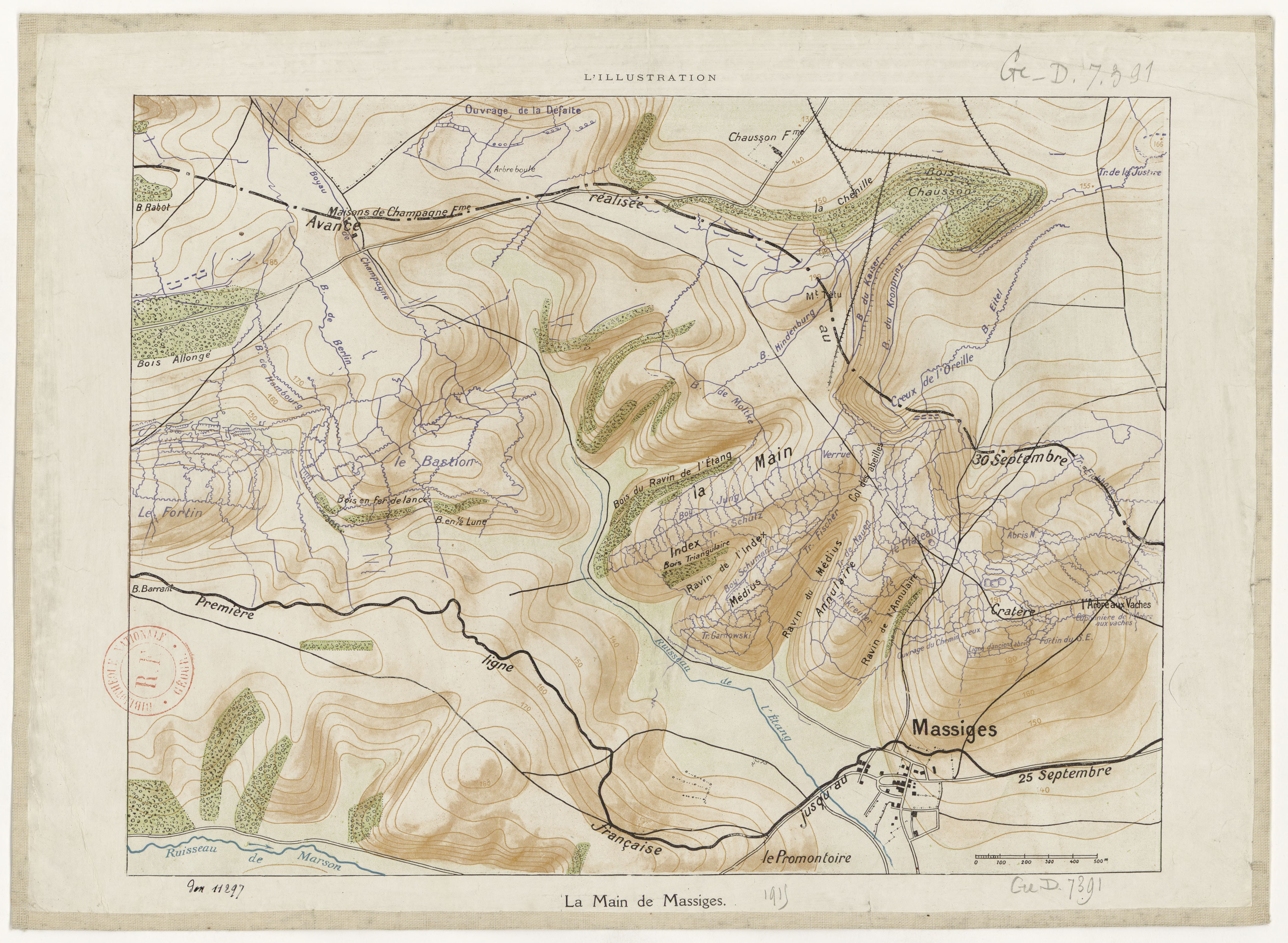
Carte parue dans L'Illustration en 1915.

Elle fait l'objet d'attaques incessantes, surtout au cours des années 1914 et 1915, mais malgré la bravoure des Marsouins, elle n'a jamais été totalement investie. Son point culminant le Mont Têtu, que les Allemands appellent Kanonenberg, est truffé de formidables défenses, sans cesse renforcées. Il n'est définitivement pris que lors de la contre-offensive victorieuse de 1918. On peut voir sur le terrain la forme très particulière de cette colline et sur les parties non remises en culture, les traces qu'ont laissé sur le sol les combats qui s'y déroulèrent pour la conquérir ou pour la défendre. De nombreux corps des disparus des deux camps y reposent pour toujours.
François Flameng, peintre officiel de l'armée, a immortalisé ces cruels événements dans des croquis et dessins qui furent publiés dans la revue L'Illustration.
Depuis 2008, l'association « La main de Massiges » s'est constituée pour relater les combats meurtriers de cette triste période. Outre le devoir de mémoire, l'association a érigé un monument commémoratif et a reconstitué des tranchées dans leur état d'origine.

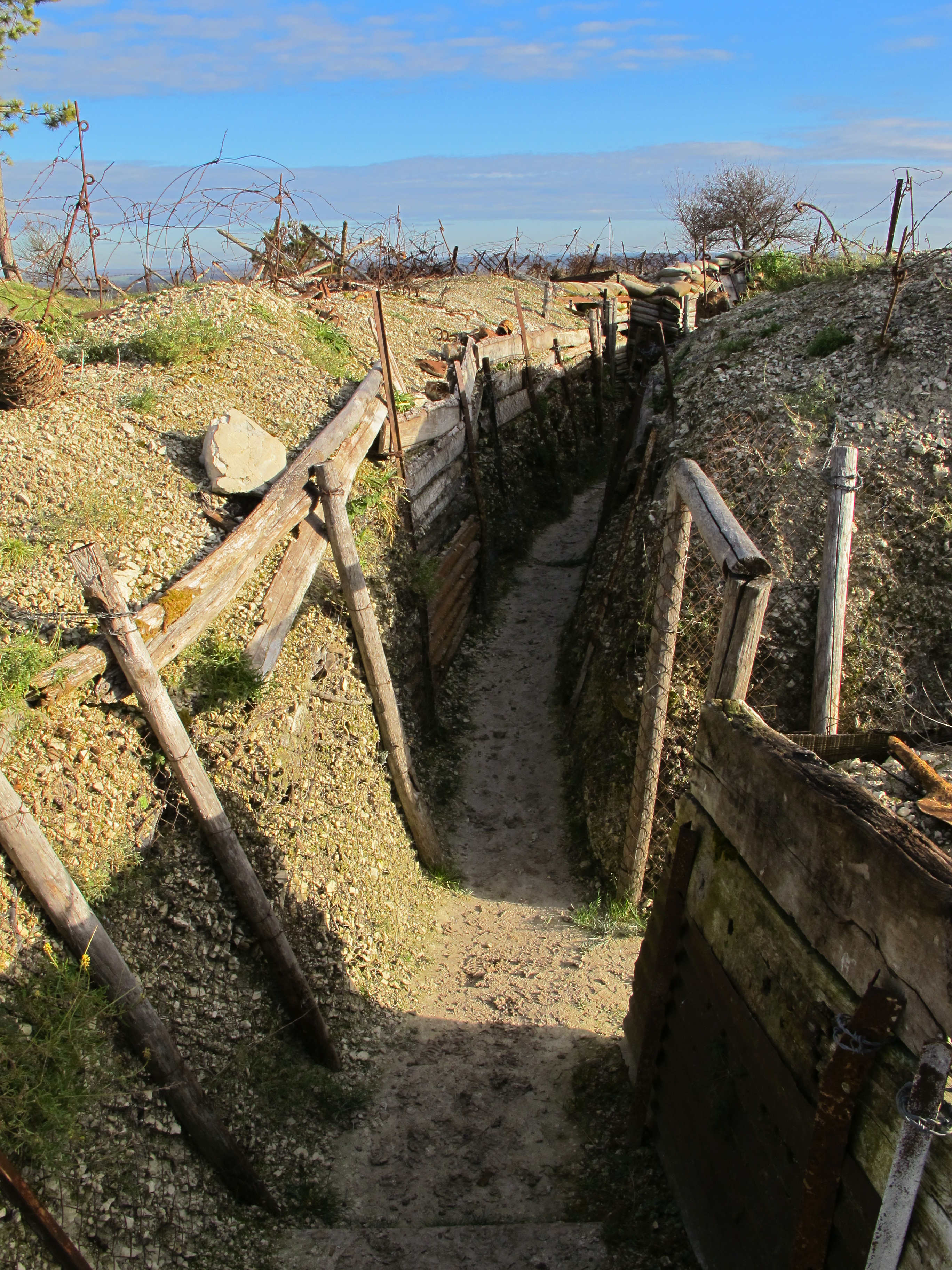
Une ancienne tranchée à Massiges.

### Décorations françaises
La commune est décorée de la Croix de guerre 1914-1918 le 20 septembre 1920.

## Politique et administration
Par décret du 29 mars 2017, l'arrondissement de Sainte-Menehould est supprimée et la commune est intégrée le 31 mars 2017 à l'arrondissement de Châlons-en-Champagne.

### Intercommunalité
La commune, antérieurement membre de la communauté de communes du canton de Ville-sur-Tourbe, est membre, depuis le 1er janvier 2014, de la CC de l'Argonne Champenoise.
En effet, conformément au schéma départemental de coopération intercommunale de la Marne du 15 décembre 2011, cette communauté de communes de l'Argonne Champenoise est issue de la fusion, au 1er janvier 2014,  de : 
- la communauté de communes du canton de Ville-sur-Tourbe ;
- de la communauté de communes de la Région de Givry-en-Argonne ;
- et de la communauté de communes de la Région de Sainte-Menehould.

Les communes isolées de Cernay-en-Dormois, Les Charmontois, Herpont et Voilemont ont également rejoint l'Argonne Champenoise à sa création.

### Liste des maires
| Période                                  | Période                      | Identité     | Étiquette | Qualité                         |
| ---------------------------------------- | ---------------------------- | ------------ | --------- | ------------------------------- |
| Les données manquantes sont à compléter. |                              |              |           |                                 |
| mars 2001                                | En cours (au 4 juillet 2014) | Pierre Labat |           | Réélu pour le mandat 2014-2020, |

## Démographie
L'évolution du nombre d'habitants est connue à travers les recensements de la population effectués dans la commune depuis 1793. Pour les communes de moins de 10 000 habitants, une enquête de recensement portant sur toute la population est réalisée tous les cinq ans, les populations de référence des années intermédiaires étant quant à elles estimées par interpolation ou extrapolation. Pour la commune, le premier recensement exhaustif entrant dans le cadre du nouveau dispositif a été réalisé en 2006.

En 2022, la commune comptait 43 habitants, en évolution de −10,42 % par rapport à 2016 (Marne : −1,19 %, France hors Mayotte : +2,11 %).
| 1793 | 1800 | 1806 | 1821 | 1831 | 1836 | 1841 | 1846 | 1851 |
| ---- | ---- | ---- | ---- | ---- | ---- | ---- | ---- | ---- |
| 156  | 185  | 180  | 226  | 243  | 258  | 263  | 279  | 236  |

| 1856 | 1861 | 1866 | 1872 | 1876 | 1881 | 1886 | 1891 | 1896 |
| ---- | ---- | ---- | ---- | ---- | ---- | ---- | ---- | ---- |
| 235  | 235  | 213  | 203  | 177  | 156  | 153  | 148  | 148  |

| 1901 | 1906 | 1911 | 1921 | 1926 | 1931 | 1936 | 1946 | 1954 |
| ---- | ---- | ---- | ---- | ---- | ---- | ---- | ---- | ---- |
| 150  | 165  | 153  | 75   | 86   | 77   | 60   | 74   | 83   |

| 1962 | 1968 | 1975 | 1982 | 1990 | 1999 | 2006 | 2011 | 2016 |
| ---- | ---- | ---- | ---- | ---- | ---- | ---- | ---- | ---- |
| 88   | 84   | 70   | 67   | 70   | 55   | 49   | 50   | 48   |

| 2021 | 2022 | - | - | - | - | - | - | - |
| ---- | ---- | - | - | - | - | - | - | - |
| 46   | 43   | - | - | - | - | - | - | - |

## Culture et patrimoine

### Lieux et monuments

#### La Vierge aux Abeilles

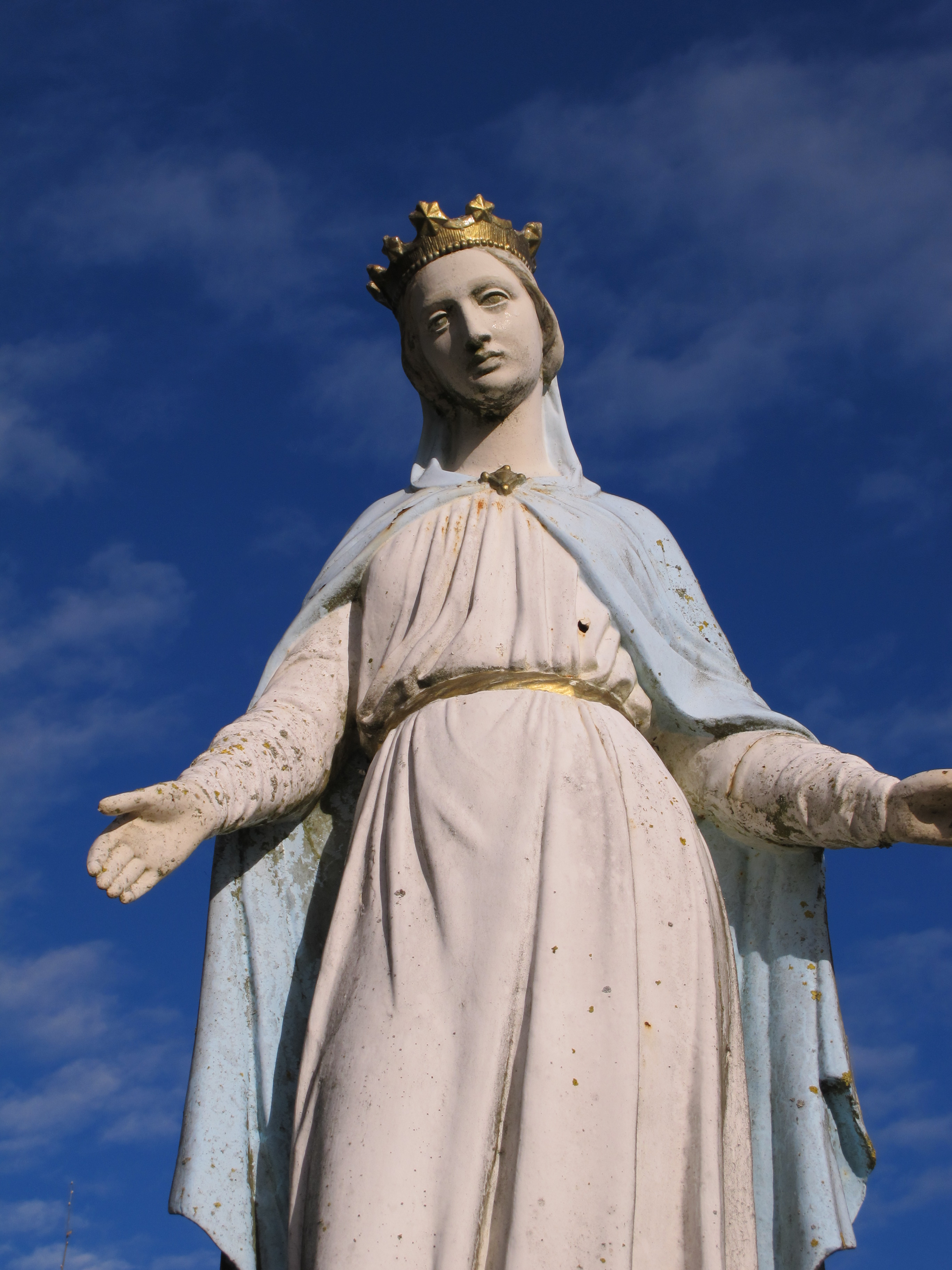
Détail de la Vierge aux Abeilles de Massiges.

Sans doute érigée vers 1854, par la population de Massiges, en reconnaissance de la protection apportée au cours d'une épidémie de choléra, cette statue en fonte réalisée par les fonderies A. Durenne dans la Haute-Marne, représente la Vierge Marie, les bras tendus comme pour accueillir et protéger tous ceux qui l'approchent.
Prise dans la tourmente des combats dès septembre 1914, elle resta toujours debout parmi les combattants. D'abord, malgré la destruction de son socle, près de son emplacement, au milieu des abris sommaires des combattants du Corps d'armée colonial de la 4e armée française, jusqu'en septembre 1915. Après la grande offensive de Champagne engagée du 25 septembre au 6 octobre 1915, elle fut placée, appuyée contre un support de fortune, au milieu du cimetière militaire provisoire situé au bas de la Main de Massiges, à quelque 100 mètres plus au nord, sur le terrain conquis de haute lutte. Au cours du séjour dans ce cimetière, elle reçut une balle en plein cœur, comme pour offrir protection à un essaim d'abeilles qui prit place à l'intérieur de ce refuge ; seule blessure qu'elle ait reçu au cours de la guerre, malgré la violence des combats qui durèrent quatre ans tout autour d'elle.
Après la guerre, malgré différentes péripéties, les abeilles restèrent. Le 31 mai 1931, la vierge retrouva sa place sur le socle refait en partie avec les anciennes pierres, sur l'emplacement d'origine. Les abeilles suivirent. Le 12 avril 1970, cette statue fut officialisée « Monuments aux Morts » de la commune de Massiges. C'est à cette époque que les abeilles quittèrent ce havre de paix, sans doute mission accomplie pour la statue. Combien de combattants sont passés devant la Vierge, en montant en ligne, l'implorant en silence et lui demandant protection ? Et combien de ces héros sont tombés sur les flancs de la Main de Massiges, certains y reposant pour toujours ?

#### Monument en mémoire des disparus des combats de Champagne
Sur le mur de l'église reconstruite après la Grande Guerre, ont été apposés une plaque et un cœur vendéen honorant la mémoire de ceux qui, tombés lors des combats sur la Main de Massiges, ne disposent d'aucune sépulture. Ce monument a été érigé au milieu des années 80 sur demande de monsieur Alphonse Guillet, originaire d'Olonne-sur-Mer en Vendée, dont le père était mort en 1915.

#### L'Atelier-Musée de la Main de Massiges
Ce projet devenu réalité est l'œuvre d'un homme Raymond Kneip, maître artisan meilleur ouvrier de France il est passionné. Depuis 1998 il passe tous ses moments de loisirs à la construction d'un atelier-musée. Cet atelier-lmusée a pour vocation de faire découvrir les outils et méthodes d'autrefois et de transmettre aux plus jeunes les valeurs du patrimoine français.
il y expose ses chefs-d’œuvre d'ornemaniste, épis, coqs,œuvre de meilleur ouvrier de France...

### Personnalités liées à la commune
- Philippe Borrell (1890-1915), philosophe tué à Massiges le 25 septembre 1915. Son nom est inscrit au Panthéon dans la liste des 560 écrivains morts pour la France.